# متابولومیکس

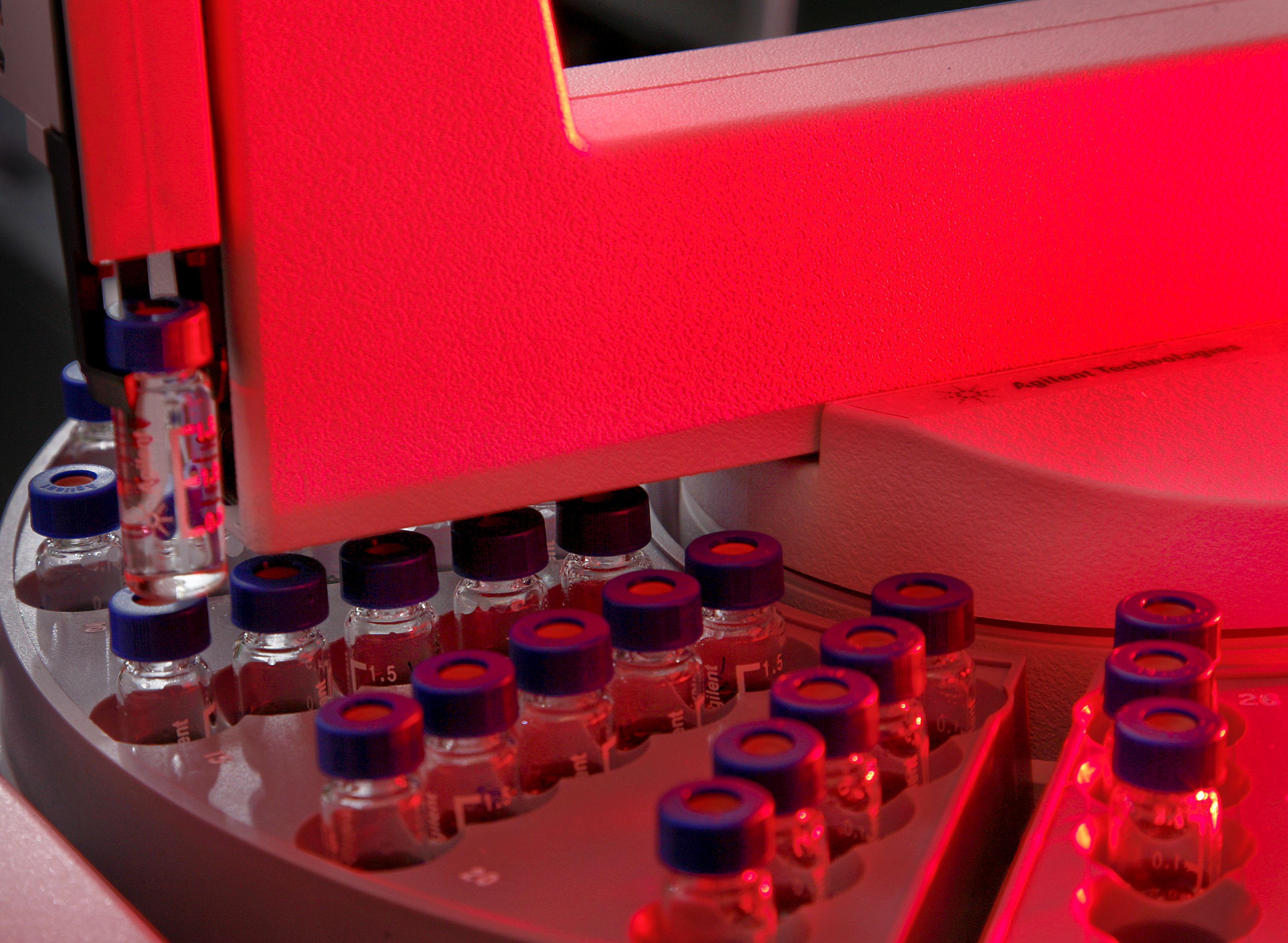
نمونه‌بردار خودکار متصل به دستگاه گاز کروماتوگرافی-طیف‌سنجی جرمی (GC-MS) ابزاری پیشرفته برای تحلیل سریع و دقیق مولکول‌های کوچک است که به‌منظور ارزیابی اثرات اصلاحات ژنتیکی در DNA مورد استفاده قرار می‌گیرد.

متابولومیکس به مطالعه کمی متابولیت‌ها در واکنش به یک محرک (بیماری‌زا) یا تغییرات ژنتیکی در یک سیستم زنده گفته می‌شود و مهم‌ترین روش مطالعه آنالتیک جهت بررسی پروفایل متابولیت‌های یک نمونه بیولوژیک مانند مایعات زیستی، تکنیک‌های طیف‌سنجی تشدید مغناطیس هسته یا طیف‌سنجی جرمی می‌باشد.
لغت انگلیسی Metablolomics در فارسی متابولمیکس یا متابولومیکس می‌نامند
متابولومیکس (Metabolomics) مطالعه علمی فرایندهای شیمیایی متابولیت هاست. به‌طور خاص، متابولومیکس «مطالعه سیستماتیک اثرانگشت شیمیایی منحصر به فردی است که از فرآیندهای خاص سلولی بجا مانده‌است»، به عبارتی مطالعه پروفایل‌های متابولیتی مولکول‌های کوچک می‌باشد. متابولوم نشان دهنده مجموعه تمام متابولیت‌ها در درون یک سلول، بافت، ارگان یا ارگانیسم بیولوژیک است ومحصول نهایی پروسه‌های سلولی هستند. داده‌های mRNA و پروتئومیکس، محصولات ژنی تولیدشده در سلول را نشان می‌دهد که یک جنبه از عملکرد سلولی است. در صورتی که پروفایل متابولیکس عکس‌برداری لحظه ای از وضعیت فیزیولوژیک سلول را فراهم می‌کند. امروزه یکی از چالش‌های بزرگ سیستم بیولوژی، ترکیب داده‌های بزرگ پروتئومیکس، ترانسکرپتومیکس و متابولومیکس برای درک بهتر شناخت سلول یا سیستم‌ها می‌باشد.
متابولومیکس به مطالعه متابولیت‌ها یا مطالعه پروفایل متابولوم یک سیستم با ملکول‌های به وزن کمتر از ۱۰۰۰ دالتون و در یک واحد زمانی گفته می‌شود. امکان مطالعه هم‌زمان متابولیت‌ها صرفاً به کمک دستگاه‌های مدرن و جدید طیف‌سنجی جرمی یا طیف‌سنجی تشدید مغناطیس هسته امکان‌پذیر است، بنابراین دستگاه‌های مدرن آنالیز LC/Ms/Ms و همچنین NMR با قدرت تفکیک‌پذیری بالا (۵۰۰–۹۰۰ مگاهرتز) برای این منظور طراحی و ساخته شده‌است. همچنین جهت آنالیز داده‌ها که همگی به صورت داده‌های ماتریسی بزرگ می‌باشند نرم‌افزارهای طراحی شده که بیشتر در محیط Matlab و آر عمل می‌کنند. کمومتریکس به عنوان روش مکمل در آنالیز و تفسیر داده‌ها عمل می‌نماید. اولین آزمایشگاه متابومیکس در ایران در سال ۱۳۸۶ در انستیتو پاستور ایران دایر کردیده است.